# Edith Alice Müller
Edith Alice Müller (5 febbraio 1918 – 24 luglio 1995) è stata una matematica e astronoma spagnola e svizzera. Si occupò principalmente dello studio della fisica solare e fu la prima donna ad essere nominata Segretaria generale dell'Unione Astronomica Internazionale, titolo che mantenne dal 1976 al 1979.

## Biografia
Müller è nata a Madrid dove ha frequentato la scuola tedesca prima di studiare all'ETH di Zurigo. Conseguì il dottorato in matematica nel 1943 presso l'Università di Zurigo con il titolo "Applicazione della teoria dei gruppi e dell'analisi strutturale agli ornamenti moreschi dell'Alhambra di Granada". Si trattava di un pezzo fondamentale della letteratura nello studio del design islamico, in un'epoca in cui molti storici occidentali presumevano che il design islamico non avesse basi scientifiche e fosse un semplice mestiere; la sua ricerca verrà assorbita dalla letteratura storico-artistica solo a partire dagli anni Ottanta.
Ha ricoperto incarichi di ricerca presso gli osservatori astronomici di Zurigo (1946–1951), l'Università del Michigan (1952–1954 e 1955–1962) e Basilea (1954–1955), prima di diventare professoressa assistente presso l'Università di Neuchâtel nel 1962. Nel 1972 si trasferì all'Università di Ginevra come docente ordinaria.

## Premio Edith Alice Müller
Nel 2018, la Società Svizzera di Astronomia e Astrofisica (SSAA) ha lanciato il premio annuale Edith Alice Müller per le tesi di dottorato svizzere di astronomia più eccezionali.